# Francisco Palacios
Francisco Antonio Palacios Alleyne (* 10. Dezember 1990 in Panama-Stadt) ist ein panamaischer Fußballspieler.

## Karriere

### Klub
In der Saison 2011/12 spielte er beim SUNTRACS FC und wechselte zur Saison 2012/13 zum ebenfalls in der zweiten Liga spielenden Millennium FC. Seit der Saison 2013/14 spielt er bis heute beim San Francisco FC und trägt derzeit die Kapitänsbinde.

### Nationalmannschaft
Seinen ersten Einsatz für die Nationalmannschaft von Panama hatte er am 18. April 2018 bei einem 1:0-Freundschaftsspielsieg über Trinidad und Tobago. Für die Weltmeisterschaft 2018 stand er zwar im vorläufigen Kader, wurde jedoch nicht berücksichtigt. Beim Gold Cup 2019 stand er im Kader und kam in einem Gruppenspiel zum Einsatz. Seitdem ist er bis heute immer wieder im Einsatz.